# Kurmi

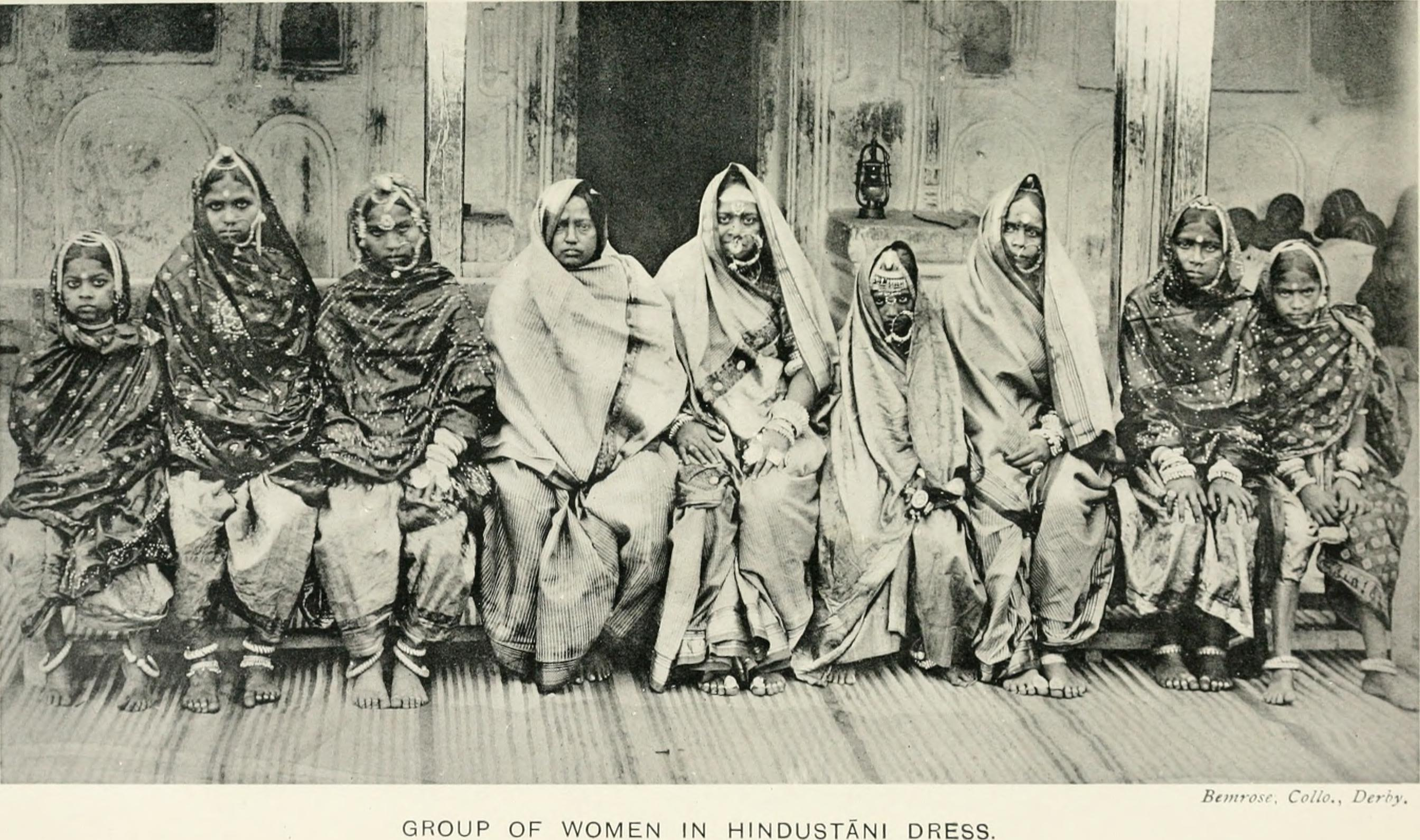
Groupe de femmes Kurmis, photographiées en 1916 dans les Provinces Centrales.

Les Kurmi sont une caste de cultivateurs Hindous de la plaine gangétique orientale du Nord de l'Inde,,.

## Étymologie
Il existe plusieurs théories de la fin XIXe siècle au sujet de l'étymologie du mot Kurmi. Selon Jogendra Nath Bhattacharya (1896), il dériverait d'un dialecte tribal indien, ou serait une contraction du Sanskrit krishi karmi, agriculteur. Une autre théorie défendue par Gustav Salomon Oppert (1893) soutient que le terme provient de kṛṣmi qui signifie laboureur.

## Histoire

### XVIIIeetXIXesiècles
Des archives datant de cette période indiquent que dans l'ouest de l'État du Bihar, les Kurmis s'étaient alliés au clan des Rajputs Ujjainiya, alors au pouvoir. De nombreux chefs de la communauté Kurmi se sont battus aux côtés du roi Ujjainiya Kunwar Dhir lors de la révolte contre les Moghols en 1712, parmi lesquels Nima Seema Rawat et Dheka Rawat, régulièrement mentionnés.
Avec le déclin de l'Empire moghol au début du XVIIIe siècle, les peuplades nomades et guerrières de l'intérieur de l'Inde, se déplaçant vers les zones habitées, commencèrent à se mêler aux gens des villes et aux agriculteurs. Ils intégrèrent peu à peu la classe dirigeante de cette époque. Ces interactions ont marqué l'organisation de la société indienne jusque dans la période coloniale. À cette époque, les castes d'éleveurs et de cultivateurs, à l'instar des Kurmis, se retrouvaient d'un bout à l'autre de l'échelle sociale, de l'aristocratie foncière à la classe des domestiques ou de ceux dits « rituellement pollués ».
Les Kurmis étaient réputés pour leur activité agricole. Au XVIIIe siècle, par exemple, la noblesse musulmane de l'ouest et du nord de la province de l'Oudh, louait souvent ses terres de jungle aux Kurmis à prix très bas afin que ceux-ci les rendent cultivables. Cependant, une fois labourée, le loyer de ces terres dépassait de 30 à 80 % le prix fixé. Bien que les receveurs de rentes britanniques aient, par la suite, interprété ces prix élevés comme une marque de rejet de l'usage impure de la charrue, il s'agissait en réalité d'une valorisation de la productivité des Kurmis et de leur pratique supérieure de la fumure. Selon l'historien Christopher Bayly, 
Si la plupart des cultivateurs ne répandaient le fumier que sur les terres avoisinant le village pour ensuite semer les graines, Les Kurmis économisaient le fumier du carburant pour le répandre jusqu'aux terres les plus pauvres et les plus éloignées du village (le manjha). Ils pouvaient ainsi cultiver des denrées pour le commerce, comme les pommes de terre, les melons et le tabac aux abords du village, semer les graines fines le long du manjha, et allouer les terres en périphérie à la culture de subsistance du millet. En s'installant autour des réseaux de ganjs (marchés ruraux fixes), les Kurmis et Kacchis parvenaient en un an ou deux à monter une économie locale.

Les Kurmis ont été influencés par différentes cultures. Dans les petites villes fondées par les suzerains musulmans, les paysans Hindous n'avaient d'autres lieux où prier que ceux de leurs employeurs. Les Kurmis hindous de Chunar et Jaunpur, par exemple, ont gardé la coutume islamique du mariage entre cousins et de l'enterrement des morts. Dans certaines régions, les paysans Kurmis qui avaient réussi pouvaient accéder à la propriété et s'élever religieusement. Ce fut notamment le cas, rapporté par Francis Buchanan, des Kurmis Ayodhya de la province de l'Oudh au début du XIXe siècle. Dès la fin du XVIIIe siècle, Asaf-Ud-Dowlah, le quatrième Nawab de 'Oudh, avait voulu décerner le titre kshatriya de Raja au groupe établi des Kurmis Ayodhya et s'était heurté à l'opposition de tous les Rajputs, eux-mêmes décrit par Buchana comme « des courtisans parvenus qui n'étaient encore que des paysans soldats quelques années plus tôt... » Selon l'historien William Pinch : 
« Les Rajputs d'Awadh qui constituaient avec les Brahmanes les premiers bénéficiaires de ce que l'historien Richard Barnett a appelé « le programme pour la mobilité sociale d'Asaf », n'avaient pas l'intention de laisser ces groupes s'affranchir de certaines contraintes socio-culturelles arbitraires. ... Les divergences de statuts revendiqués dans le courant XIXe siècle (et même avant) montrent que pour les non-Musulmans, bien que le Varna était reconnue comme la base de l'identité, la place de l'individu et du Jati prévalaient au sein de la hiérarchie varna ».
Bien que la ferme de paysans libres était la principale forme d'exploitation agricole dans une grande partie du nord de l'Inde au XVIIIe siècle, une conjonction de facteurs climatique, politique et démographique eut pour cause d'accroître, dans certaines régions, la dépendance des paysans cultivateurs comme les Kurmis. Dans la province de Benares, tombée en 1779 aux mains de la Compagnie britannique des Indes orientales, la famine de Chalisa en 1783 et la hausse des taxes de la Compagnie ont fait perdre leur statut à de nombreux cultivateurs Kurmis. En 1790, un receveur de rente Britannique écrivait : « Au cours de l'épisode de famine mentionné plus haut, de nombreux Kurmis, Kacchis et Koeris furent supplantés par des Brahmanes, dans ce district comme dans d'autres... » et accusèrent une perte de revenu agricole en partie due à « ces mutations défavorables au sein de la communauté des cultivateurs... »

Dans la première moitié du XIXe siècle, les grandes classes de propriétaires terriens faisaient face à des pressions économiques de plus en plus fortes. Les prix des terres agricoles s'effondrèrent à un moment où la Compagnie des Indes orientales, ayant fait l'acquisition en 1805 des Provinces Cédées et Conquises (anciennes Provinces occidentales du Nord) réclamait plus de rentes foncières. L'annexion de l'Oudh, en 1856, eut pour effet d'augmenter la peur et le mécontentement des propriétaires terriens et contribua probablement à l'insurrection indienne de 1857. Cette situation économique a par ailleurs encouragé l'apparition de l'agriculture intensive dans des zones reculées et fait la fortune de paysans roturiers qui travaillaient ces terres, à l'instar des Kurmis. Après la révolte de 1857, les classes foncières, vaincues, acculées économiquement par le régime du nouveau Raj britannique, se mirent à réclamer le droit de faire travailler gratuitement leurs ouvriers et tenanciers, « mal nés ». Selon l'historienne anthropologue Susan Bayly, 
« D'une certaine façon, la classe foncière tentait de se sauver de la faillite en ravivant ou en intensifiant des formes de service qui existaient déjà. Pour autant, ces revendications n'en demeuraient pas moins inédites, s'agissant de cultivateurs “pures” et de gardiens de bétails Rams -et des Kurmis, Ahirs et Koeris adorateurs de Krishna... Dans un cas comme dans l'autre, ces demandes s'appuyaient sur la théorie sanskrite du Varna et la convention de la caste brahmanique... Les cultivateurs Kurmis et Goalas/Ahirs qui tenaient leurs activités de ces « seigneurs » se virent ainsi qualifiés de Shudras, une identité désignée pour servir les varnas supérieurs, Kshatriyas et Brahmanes ».
L'élite des propriétaires terriens, tels que les Rajputs et Bhumihars, se considéraient désormais comme les porte-étendards de l'ancienne tradition hindoue. Dans le courant de cette période, la pratique quotidienne des rituels Brahmaniques se répandait au sein de l'élite, la question de la pureté du sang prédominait celle des alliances matrimoniales et, comme le soulevait alors un réformateur social, le nombre infanticides sur des filles avait augmenté au sein des communautés Rajputs, une pratique par ailleurs peu fréquente parmi les Kurmis.

La seconde moitié du XIXe siècle a aussi vu à travers le monde l'avènement, dans le champ des études sociales, de l'ethnologie, alors décrite comme la science des races. Bien qu'elles furent dénoncées par la suite, les méthodes de cette discipline eurent un écho favorable dans les Indes britanniques, de même que la toute nouvelle science de l'anthropologie. Abondés par le ferment intellectuel de la discipline et la volonté politique ayant cours en Grande-Bretagne mais aussi en Inde, deux points de vue dominants sur les castes émergèrent parmi les érudits de l'époque. Selon Susan Bayly : 
« Des personnes comme (Sir William) Hunter, à l'instar d'autres figures comme H. H. Risley (1851–1911) et son protégé Edgar Thurston, disciples du théoricien français de la race Topinard et ses émules européens, subsumaient des propos sur les castes en théories du déterminisme génétique de la race,... Leurs grands rivaux étaient les théoriciens du matérialisme ou de l'occupation emmenés par l'ethnographe et folkloriste William Crooke (1848–1923), auteur d'une des enquêtes provinciales de Castes et Tribus les plus lues, ainsi que des érudits d'influence comme Denzil Ibbetson et E. A. H. Blunt ».
Cette idée de la caste comme un principe fondamental de la vie indienne, chez Risley, en particulier a eu une influence y compris au sein de l'administration comme en témoignent les Recensements des Indes britanniques et l'Imperial Gazetteer publié par Hunter. Risley est surtout connu pour l'attribution aujourd'hui contestée des différences de castes aux proportions variantes de sept types de races incluant « Dravidian », « Aryo-Dravidian », et « Indo-Aryan ». Les Kurmi entraient dans deux de ces catégories. Dans l'Imperial Gazetter de 1909, une carte ethnologique de l'Inde, basée sur le Recensement de 1901 dont Risley avait eu la direction, les Kurmis des Provinces-Unies étaient référence comme des « Aryo-Dravidians », tandis que les Kurmis des Provinces du Centre apparaissaient comme des Dravidians. Le système à quadruple qualification varna, ne fut intégré qu'une fois dans la classification officielle des castes, lors du recensement des Indes de 1901. Dans les Provinces Unies (UP), les Kurmi apparaissaient sous « Classe VIII: Castes desquelles les deux-fois-nés prendraient de l'eau et des pakki (plats préparés à base de ghee), sans poser de question » ; tandis que, dans le Bihar, ils étaient listés sous : « Classe III, Sudra pure, sous-classe (a). » Selon William Pinch : « La hiérarchie faite par Risley (pour les Provinces Unies) était bien plus élaborée que celle du Bihar, suggérant que les revendications pour plus de dignité sociale se soient retranchées plus loin dans la partie occidentale de la plaine gangétique ».

Dans les écrits des théoriciens de l'occupation, les Kurmis et les Jats étaient vantés pour leur détermination, leur infatigabilité et leur frugalité, lesquelles, selon des écrivais comme Crooke, Ibbetson, et Blunt n'étaient plus l'apparat de l'élite en place. En 1897 Crooke écrivait à propos des Kurmis : C'est une des tribus d'agriculteurs les plus industrieuses et laborieuses de la Province. L'ingéniosité de ses femmes a donné lieu à un proverbe : 
Bhali jât Kurmin, khurpi hât,

Khet nirâwê apan pî kê sâth. 
« Rien ne vaut la femme Kurmi; elle prend la pomme de terre et désherbe le champ avec son seigneur. »
Selon Susan Bayly, 
« Vers le milieu du XIXe siècle, certains receveurs d'influence rapportaient qu'ils pouvaient deviner la caste d'un propriétaire à ce qu'il cultivait. Dans le nord, observaient-ils, un champ d'orge de second choix ne peut être que l'œuvre d'un Rajput ou d'un Brahmane, ayant tiré fierté de son non recours à la charrue et de la séquestration de ses femmes. Celui-là paiera les conséquences de son ignorance, mettra ses terres en hypothèque et les vendra ensuite pour maintenir l'improductive famille. Dans la même logique, un champ florissant de blé sera le fruit du travail d'un cultivateur non-deux-fois-nés, le blé étant une plante qui requiert un certain talent et savoir faire. Pour Denzil Ibbetson et E. A. H. Blunt, ces qualités étaient celles des paysans non-patriciens – l'endurance des Jats ou la prudence des Kurmis de l'Inde supérieure... Des vertus qu'on retrouverait parmi de plus petites populations de planteurs, populations connues dans l'Hindoustan sous le nom de Keoris »

### XXesiècle
Les pressions économiques continuant de peser sur les propriétaires terriens durant la fin du XIXe siècle jusqu'au début du XXe siècle, la demande de faire travailler gratuitement les Kurmis et autres planteurs de petit rang s'intensifiait.  Cette élite terrienne faisait valoir des supposés droits ancestraux de leur condition de deux-fois-nés sur celle inférieure, voire servile, des Kurmis dont il était attendu qu'ils se mettent à leur service. Bénéficiant à un moment de la sympathie des administrateurs britanniques et à l'autre d'un certain sentiment égalitaire qui essaimait sur fond de mouvements de dévotion vishnouiste, en particulier ceux basés sur les Ramcharitmanas de Tulsidas, les Kurmis ont résisté. Leur opposition, cependant, n'a jamais nié le système des castes ni les règles prescrites par celui-ci, mais s'attachait plus à contester leur position dans la supposée classification des castes. Une des grandes victoires du mouvement Kurmi-kshatriya fut l'ascension au pouvoir des Kurmis éduqués, qui parvinrent à des fonctions gouvernementales de petite et moyenne importance. Selon William Pinch: 
« Dans cette période, un des parcours les plus remarquables fut celui de Ramdin Sinha, un homme de bonnes relations qui s'était fait connaître pour avoir démissionné de son poste au gouvernement comme de garde forestier en signe de protestation à la suite d'une circulaire de 1894 dans laquelle les Kurmis étaient désignés comme une communauté déprimée, leur interdisant tout recrutement au sein des services de police. De nombreuses lettres furent adressées au bureau du gouverneur par la communauté Kurmi-kshatriya outragée et celui-ci fut contraint de retirer ses allégations en 1896 dans un communiqué au département du police « Son Honneur [le gouverneur] considère ... la communauté Kurmi comme des personnes respectables dont il trouverait regrettable qu'ils soient exclus des services du Gouvernement ». »
La caste Kurmi s'était associée pour la première fois en 1894 à Lucknow pour protester contre la politique de recrutement de la police. Une autre organisation vit le jour dans l'Oudh qui visait à rassembler d'autres communautés  — comme les Patidars, Marathas, Kapus, Reddys et Naidus — sous le nom de Kurmi. Cet organe fit ensuite campagne pour que les Kurmis s'auto-déclarent Kshatriya lors du recensement de 1901 et, donna naissance, en 1910 au All India Kurmi Kshatriya Mahasabha. Simultanément, les syndicats de fermiers nouvellement constitués, ou Kisan Sabhas— composés d'éleveurs et d'agriculteurs, essentiellement Kurmis, Ahir et Yadav (Goala), s'inspirant des mendiants Hindous, comme les Baba Ram Chandra et Swami Sahajanand Saraswati—dénoncèrent les seigneurs terriens Brahmanes et Rajputs pour leur inaptitude et leur morale fallacieuse. Dans les vallées rurales du Gange et de Bihar et des Provinces Orientales Unies, les cultes Bhakti de Rama, roi mythique de l'Inde antique, et de Krishna, vacher de Gokul, s'étaient depuis longtemps repliées au sein des communautés Kurmis et Ahirs. Les leaders des Kisan Sabhas pressèrent leurs soutiens Kurmis et Ahirs de revendiquer leur appartenance Kshatriya. Faisant valoir une supposée virilité guerrière, les Kisan Sabhas luttèrent pour que les paysans roturiers rejoignent les rangs de l'armée des Indes britanniques durant la Première Guerre mondiale; ils formèrent des sociétés de protection de la vache sacrée, demandèrent à leurs membres de porter le fil sacré des deux-fois-nés, et, dérogeant à la tradition Kurmi, de séquestrer leurs femmes à la manière des Rajputs et des Brahmanes.
En 1930, les Kurmis de Bihar s'allièrent aux agriculteurs Yadavs et Koeris aux élections locales. Celles-ci se soldèrent par une lourde défaite mais en 1934, les trois communautés formèrent le parti politique Triveni Sangh, dont certaines sources portent le nombre d'adhérents en 1936 à un million. Toutefois, l'organisation dut battre en retraite face à la Fédération Backward Clas, crée au même moment avec l'appui du Congrès chargé de la cooptation des chefs de communauté. Le Triveni Sangh accusa un sévère recul aux élections de 1937, bien qu'il gagna dans certains cantons. Les rivalités de castes contribuèrent également au déclin de l'organisation opposée d'un coté à des castes supérieure dotées de meilleures capacités d'organisation, et fragilisée en son sein par les Yadavs, persuadés de leur domination naturelle sur les Kurmis, considérés comme inférieurs. De tels problèmes posèrent les bases d'une union future avec la caste des Koeris, au sein du Raghav Samaj.
Dans les années 1970, le Kshatriya Sabha Kurmi indien tenta de nouveau une alliance aux côtés des Koeris mais le manque d'unité y mit fin rapidement,.
Entre les années 1970 et 1990, plusieurs castes se dotèrent de leur propre armée, une tendance largement menée par les exploitants agricoles, en réponse à l'influence grandissante des groupes extrémistes de gauche. Parmi ces groupes, le Bhumi Sena comptait dans ses rangs des jeunes membres majoritairement issus de la communauté Kurmi,. Bhumi Sena fut craint dans la région du Patna et eut une forte influence dans les districts de Nalanda, Jehanabad et Gaya.